# Główny Szlak Sudecki
Główny Szlak Sudecki im. Mieczysława Orłowicza (GSS) – szlak turystyczny w Sudetach, znakowany kolorem czerwonym , prowadzący ze Świeradowa-Zdroju do Prudnika.

## Historia
Pomysłodawcą wyznakowania szlaku turystycznego przechodzącego przez całe Sudety był Mieczysław Orłowicz, działacz turystyczny, założyciel Akademickiego Klubu Turystycznego we Lwowie, członek Polskiego Towarzystwa Tatrzańskiego i Polskiego Towarzystwa Krajoznawczego. Koncepcja szlaku powstała w 1947 podczas zebrania PTT w Jeleniej Górze. Szlak prowadzi przez tereny przygraniczne, które w latach Polski Ludowej były silnie strzeżone przez służby graniczne. Z tego powodu ominął wiele ważnych punktów w Sudetach, w tym szczyt Śnieżki oraz Śnieżnika. W kilku miejscach prowadził też drogami asfaltowymi. W 1973 szlak otrzymał imię Mieczysława Orłowicza.

## Przebieg
Na przestrzeni lat przebieg szlaku ulegał pewnym modyfikacjom. Obecnie (2020) rozpoczyna się w Świeradowie-Zdroju i prowadzi przez Góry Izerskie, zbocza Wysokiej Kopy, Wysoki Kamień do Szklarskiej Poręby. Następnie przez Karkonosze (Wodospad Kamieńczyka, Wielki Szyszak, Przełęcz pod Śnieżką) do Karpacza. Kolejnym etapem są Rudawy Janowickie (Skalnik) do Krzeszowa. Następnie przez Góry Kamienne i Góry Czarne prowadzi do Jedliny-Zdroju, skąd przechodzi głównym grzbietem Gór Sowich (Wielka Sowa), aż do Przełęczy Srebrnej oddzielającej je od Gór Bardzkich. Dalej szlak prowadzi do Wambierzyc, skąd trasa wstępuje w Góry Stołowe (Skalne Grzyby, Błędne Skały) i do sudeckich uzdrowisk: Kudowy-Zdroju, Dusznik-Zdroju. Dalej: Góry Orlickie, Bystrzyckie, Wodospad Wilczki, Masyw Śnieżnika, Krowiarki, Lądek-Zdrój, Góry Złote do Paczkowa, gdzie przez wiele lat kończył się na stacji kolejowej. Obecnie prowadzi dalej przez Kałków, Głuchołazy, Góry Opawskie do Prudnika.
W różnych publikacjach podawane są dane ogólne szlaku. Długość 443 kilometrów, a szacowany czas przejścia wynosi 120 godzin. Obliczone automatycznie na podstawie przebiegu w Open Street Map: długość 442 km, suma podejść 9885 m, suma zejść 9665 m. Portal Mapa turystyczna podaje: dystans 444,3 km, szacowany czas przejścia 134:56 godzin, suma podejść 14 181 m, suma zejść 14401 m.

## Szczegółowy przebieg

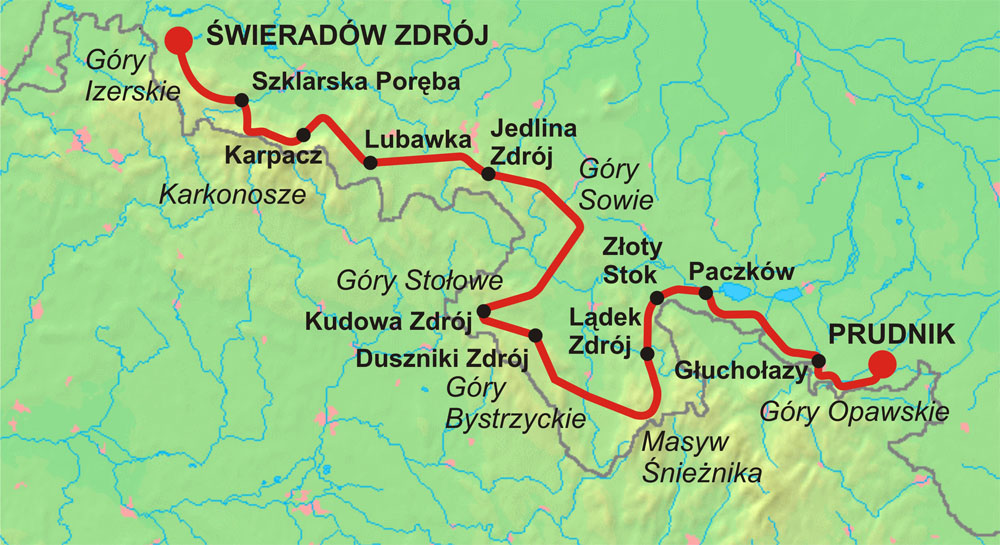
Przebieg Głównego Szlaku Sudeckiego

Świeradów-Zdrój (przystanek kolejowy) – Stóg Izerski – Polana Izerska – Rozdroże pod Kopą – Rozdroże pod Izerskimi Garbami – Rozdroże pod Zwaliskiem – Schronisko Wysoki Kamień – Rozdroże pod Wysokim Kamieniem – Szklarska Poręba – Szklarska Poręba Krzywe Baszty – Rozdroże pod Kamieńczykiem – Hala Szrenicka – Trzy Świnki – Twarożnik – Hala pod Łabskim Szczytem – Śnieżne Kotły – Pod Wielkim Szyszakiem – Czarna Przełęcz – U Petrovy Boudy – Przełęcz Karkonoska – Schronisko Odrodzenie – Słonecznik – Równia pod Śnieżką – Spalona Strażnica – Schronisko Górskie „Dom Śląski” – Schronisko nad Łomniczką – Karpacz Orlinek – Karpacz Biały Jar – Karpacz Płóczki – Przełączka pod Grabowcem – Rozdroże pod Grabowcem – Mysłakowice – Pod Mrowcem – Bukowiec – Wilczysko – Ostra Mała – Rozdroże pod Bobrzakiem – Przełęcz pod Wilkowyją – Stara Białka – Dziurawa Skała – Bukówka – Lubawka – Lipowe Siodło – Betlejem – Krzeszów – Lesista Wielka – Sokołowsko – Bukowiec – Schronisko Andrzejówka – Rogowiec – Nad Doliną Rybnej – Jedlina Zdrój PKP – Przełęcz Marcowa – Rozdroże pod Moszną – Grządki – Schronisko Sowa – Wielka Sowa – Kozie Siodło – Przełęcz Jugowska – Schronisko Zygmuntówka – Przełęcz pod Słoneczną – Bielawska Polanka – Przełęcz Woliborska – Mała Przełęcz Srebrna – Czeski Las – Kościelec – Wambierzyce – Rogacz – Skalne Grzyby – Wąska Łąka – Słoneczne Skały – Parking w rejonie Radkowskich Skał – Droga nad Urwiskiem – Pusta Ścieżka – Rozstaj pod Szczelińcem – Karłów – Pod Ptakiem – Błędne Skały – Rozdroże pod Lelkową – Kudowa-Zdrój – Dańczów – Przełęcz Lewińska – Kulin Kłodzki – Gomola – Duszniki-Zdrój – Kozia Hala – Pod Sołtysią Kopą – Kamień Rübartscha – Schronisko Orlica – Przełęcz pod Uboczem – Pod Uboczem – Schronisko Jagodna – Pod Sasinem – Marianówka – Igliczna – Międzygórze – Międzygórze Górne – Schronisko Na Śnieżniku – Przełęcz Śnieżnicka – Przełęcz Pod Jaworową Kopą – Przełęcz Puchaczówka – Przełęcz Pod Chłopkiem – Lądek-Zdrój – Przełęcz Jaworowa – Złoty Stok – Błotnica Górna – Kolonia Błotnica – Błotnica – Kozielno – Paczków – Kałków – Głuchołazy – Jarnołtówek – Schronisko Pod Biskupią Kopą – Przełęcz pod Zamkową Górą – Pokrzywna – Dębowiec – Prudnik PKP

## Atrakcje
Na szlaku lub w jego pobliżu znajdują się następujące atrakcje:

- makieta kolei Gór Izerskich (Miejskie Centrum Kultury, Aktywności i Promocji Gminy „Stacja Kultury” w Świeradowie-Zdroju)
- Kopalnia kwarcu Stanisław
- dawna huta szkła w Szklarskiej Porębie
- Wodospad Kamieńczyka
- Śnieżne Kotły
- pomnik Cesarza Wilhelma
- pomnik Richarda Kalmana
- Kocioł Wielkiego Stawu
- Kocioł Małego Stawu
- Śnieżka
- cmentarz Ofiar Gór
- Kaplica św. Anny
- Cmentarz na zboczu Jawornika Wielkiego
- pałac w Bukowcu
- Jezioro Bukowskie
- ruiny zamku Konradów
- zamek Radosno
- pałac w Jedlince
- zamek Rogowiec
- kompleks Riese
- wieża widokowa na Wielkiej Sowie
- wieża widokowa na Kalenicy
- wieża widokowa na Górze Wszystkich Świętych
- zamek w Ratnie Dolnym
- Sanktuarium Wambierzyckiej Królowej Rodzin i szopka ruchoma w Wambierzycach
- Szosa Stu Zakrętów
- Szczeliniec Wielki
- Błędne Skały
- zamek Homole
- Dworek Chopina
- Złota Sztolnia
- Sanktuarium Matki Bożej Śnieżnej na Iglicznej
- wieża widokowa na Czarnej Górze
- Ogród Bajek w Międzygórzu
- Wodospad Wilczki
- wieża widokowa na Jaworniku Wielkim
- wieża widokowa w Złotym Stoku
- Kopalnia Złota w Złotym Stoku
- mury obronne w Paczkowie
- pałac w Piotrowicach Nyskich
- wieża widokowa na Biskupiej Kopie
- wieża widokowa w Wieszczynie
- pomnik Josepha von Eichendorffa
- sanktuarium św. Józefa w Prudniku
- wieża widokowa na Koziej Górze

## Schroniska
Schroniska turystyczne na szlaku lub w jego pobliżu:

- Schronisko PTTK na Stogu Izerskim
- Schronisko Wysoki Kamień
- Schronisko „Kamieńczyk”
- Schronisko PTTK na Hali Szrenickiej
- Schronisko na Szrenicy
- Schronisko PTTK „Pod Łabskim Szczytem”
- Schronisko PTTK „Odrodzenie” na Przełęczy Karkonoskiej
- Schronisko Górskie „Dom Śląski”
- Schronisko PTTK „Samotnia”
- Schronisko PTTK „Strzecha Akademicka”
- Schronisko PTTK „Nad Łomniczką”
- Schronisko PTTK „Andrzejówka”
- Schronisko PTTK „Zygmuntówka” na Przełęczy Jugowskiej
- Schronisko „Orzeł”
- Schronisko Sowa
- Schronisko PTTK „Pasterka”
- Schronisko PTTK „Na Szczelińcu”
- Schronisko PTTK „Pod Muflonem”
- Schronisko PTTK „Orlica”
- Schronisko PTTK „Jagodna”
- Schronisko „Na Iglicznej”
- Schronisko PTTK „Na Śnieżniku”
- Schronisko PTTK „Pod Kopą Biskupią”
- Schronisko „U Króla Gór Opawskich”
- Schronisko „Dąbrówka”

## Galeria

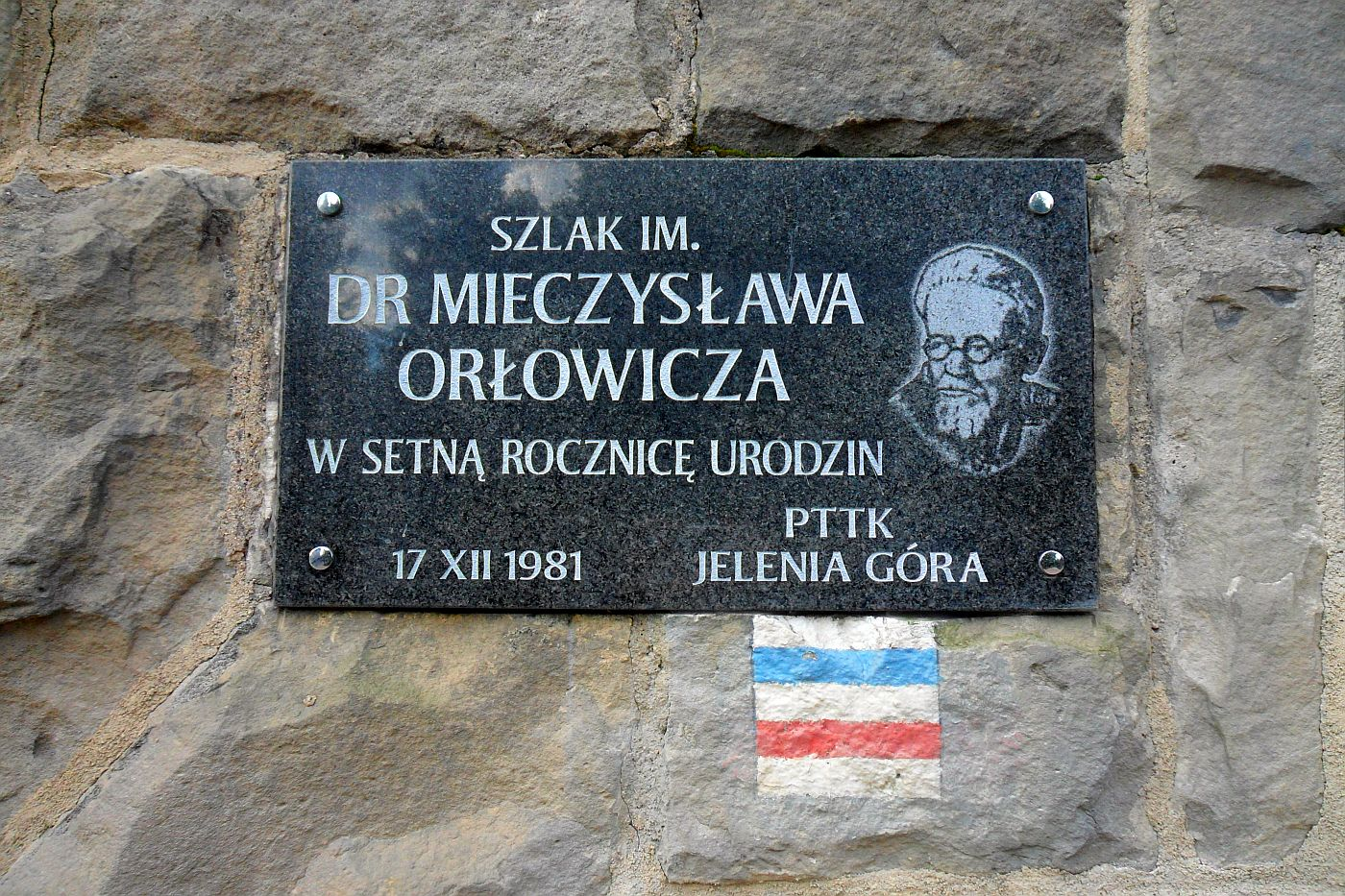
Tablica pamiątkowa w Świeradowie-Zdroju
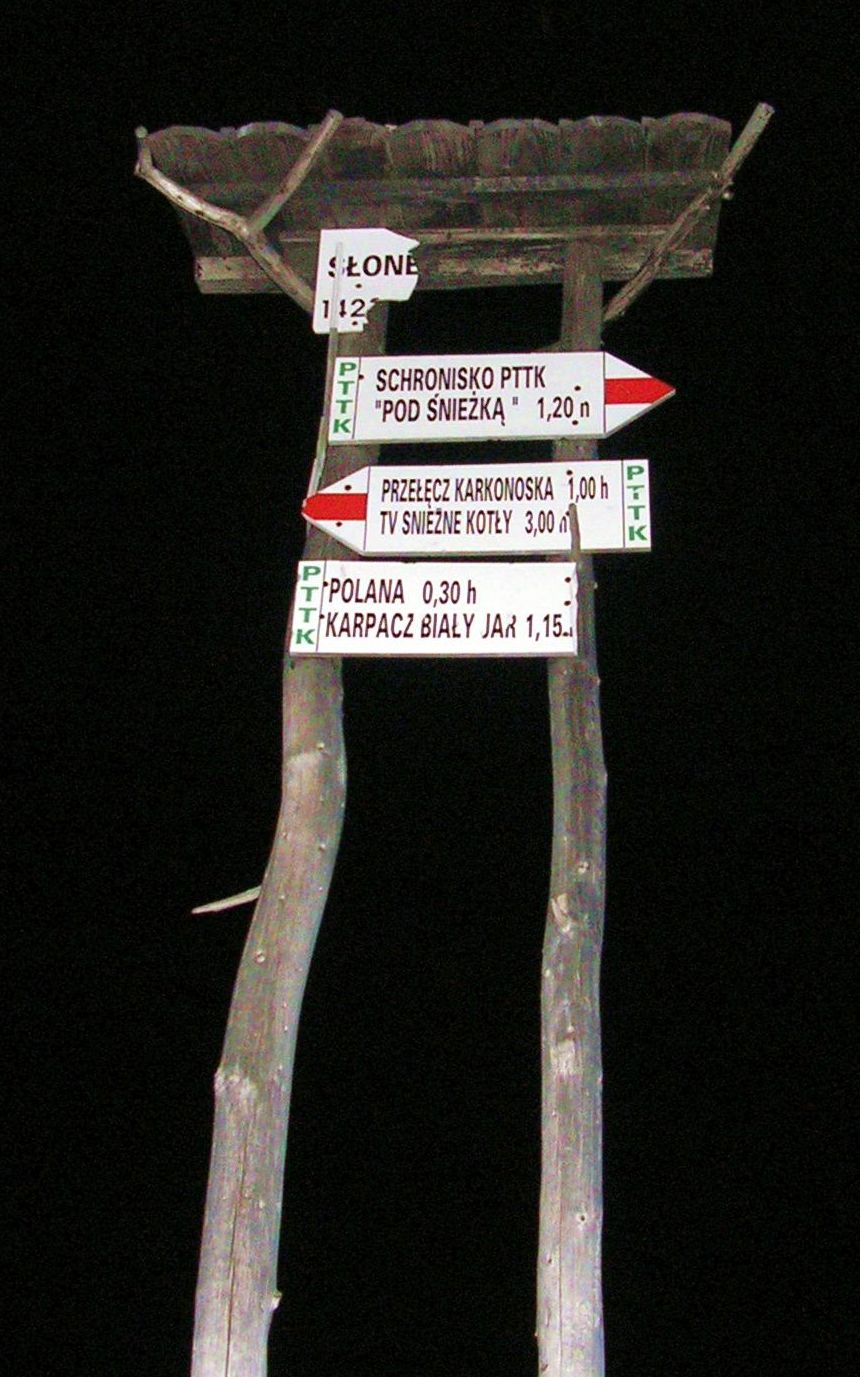
Tabliczki szlaku na szczycie Słonecznika (1420 m n.p.m.)
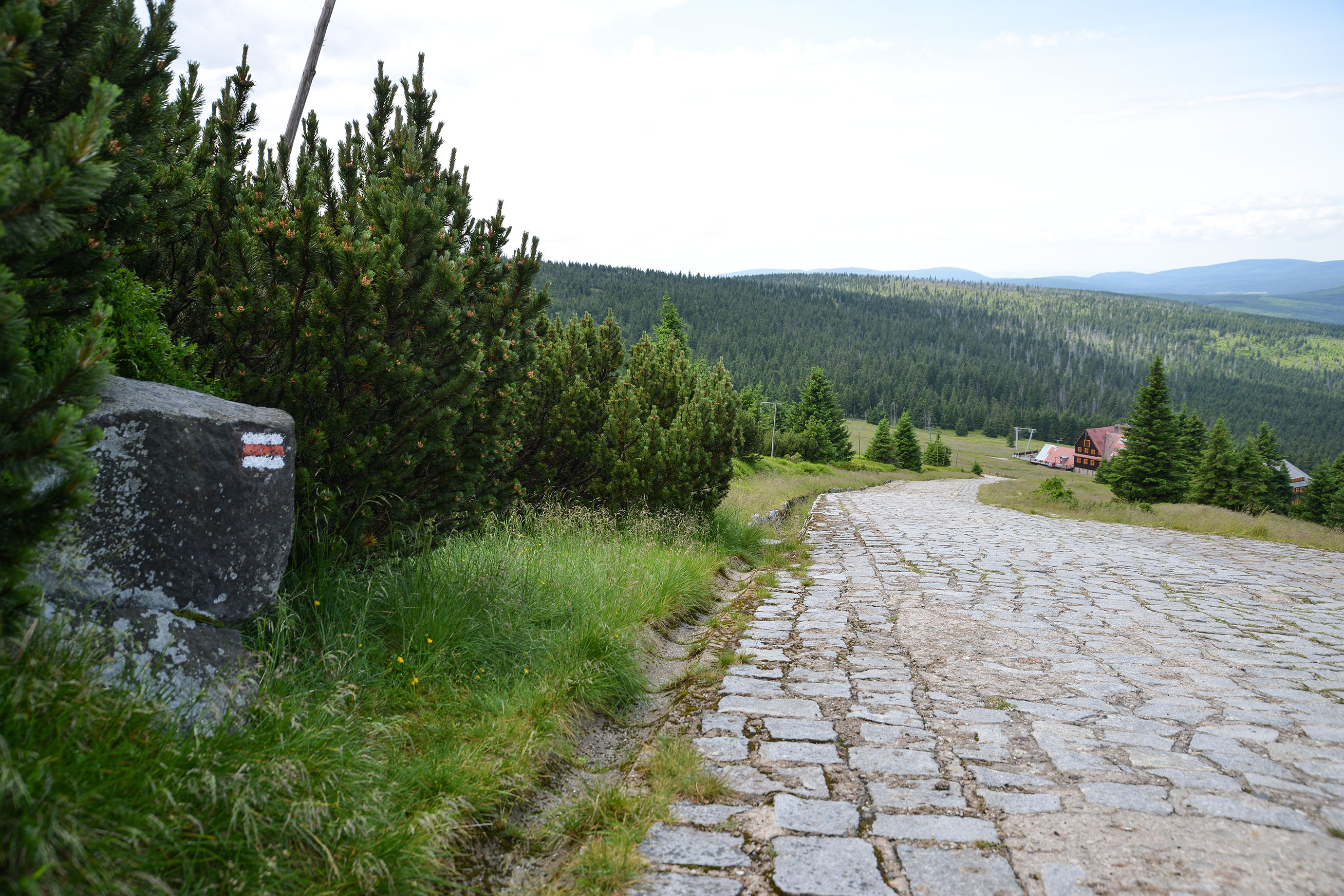
Zejście szlakiem ze Szrenicy w kierunku Hali Szrenickiej
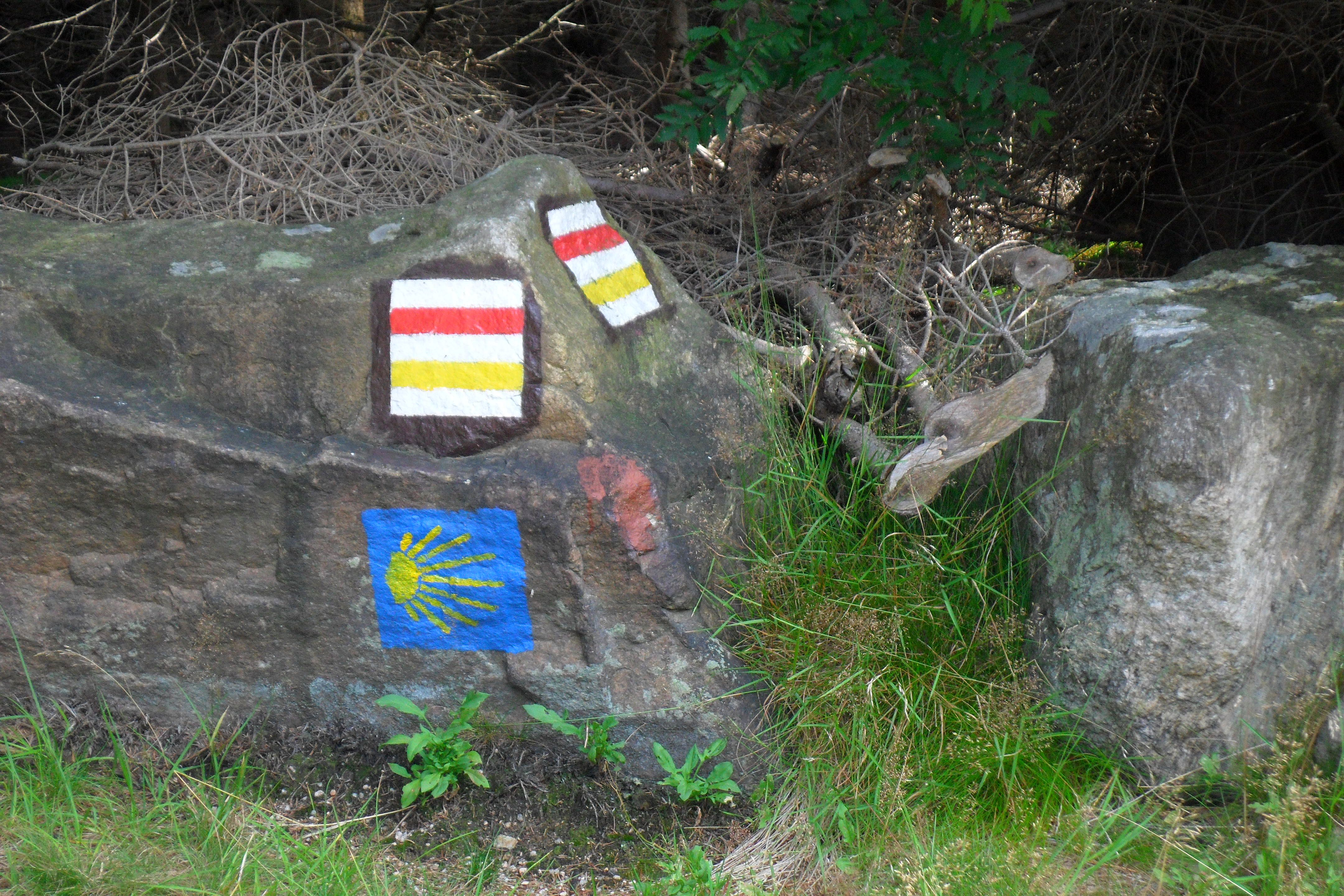
Znak GSS w Rudawach Janowickich
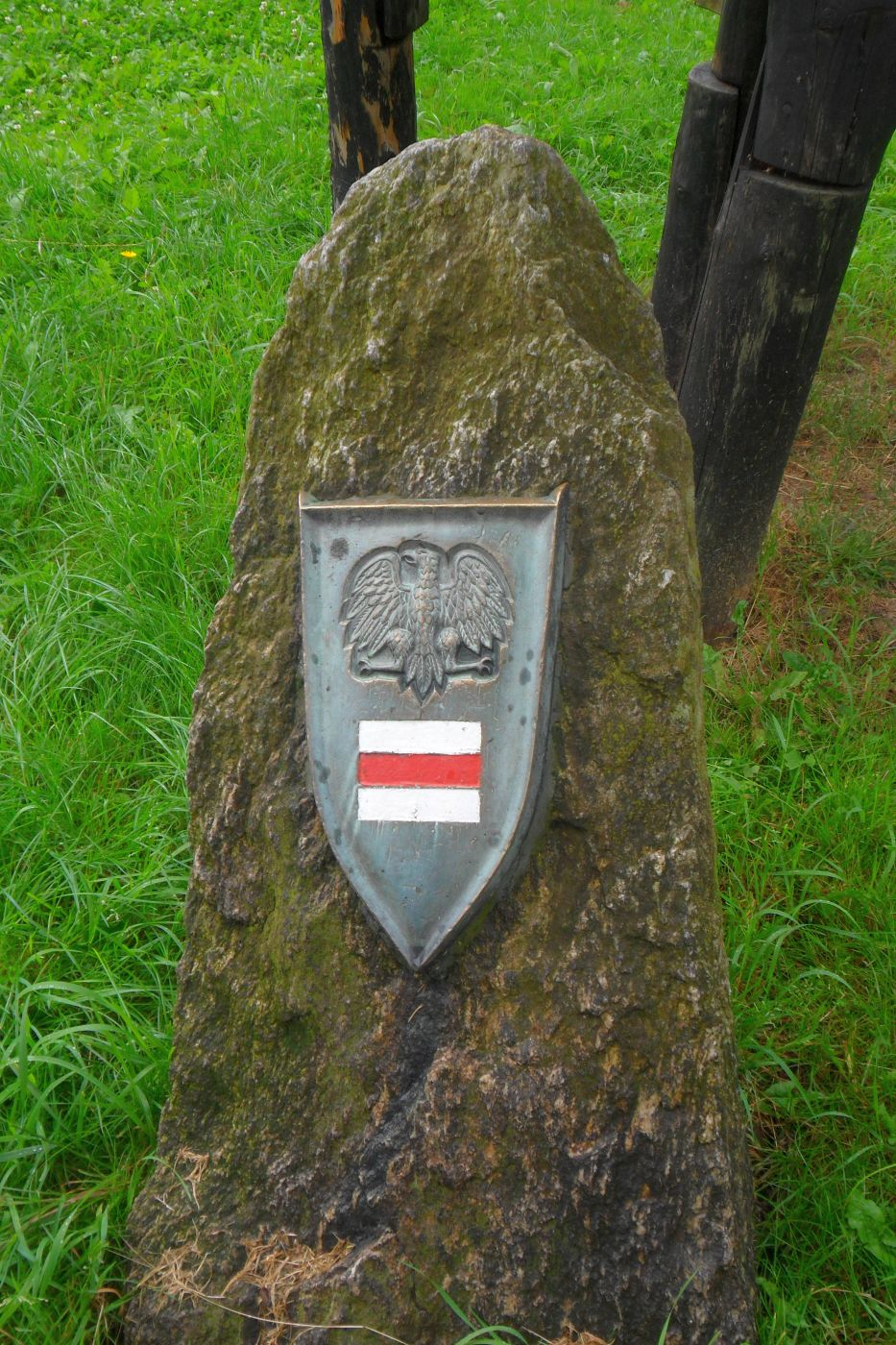
Znak GSS w Sokołowsku
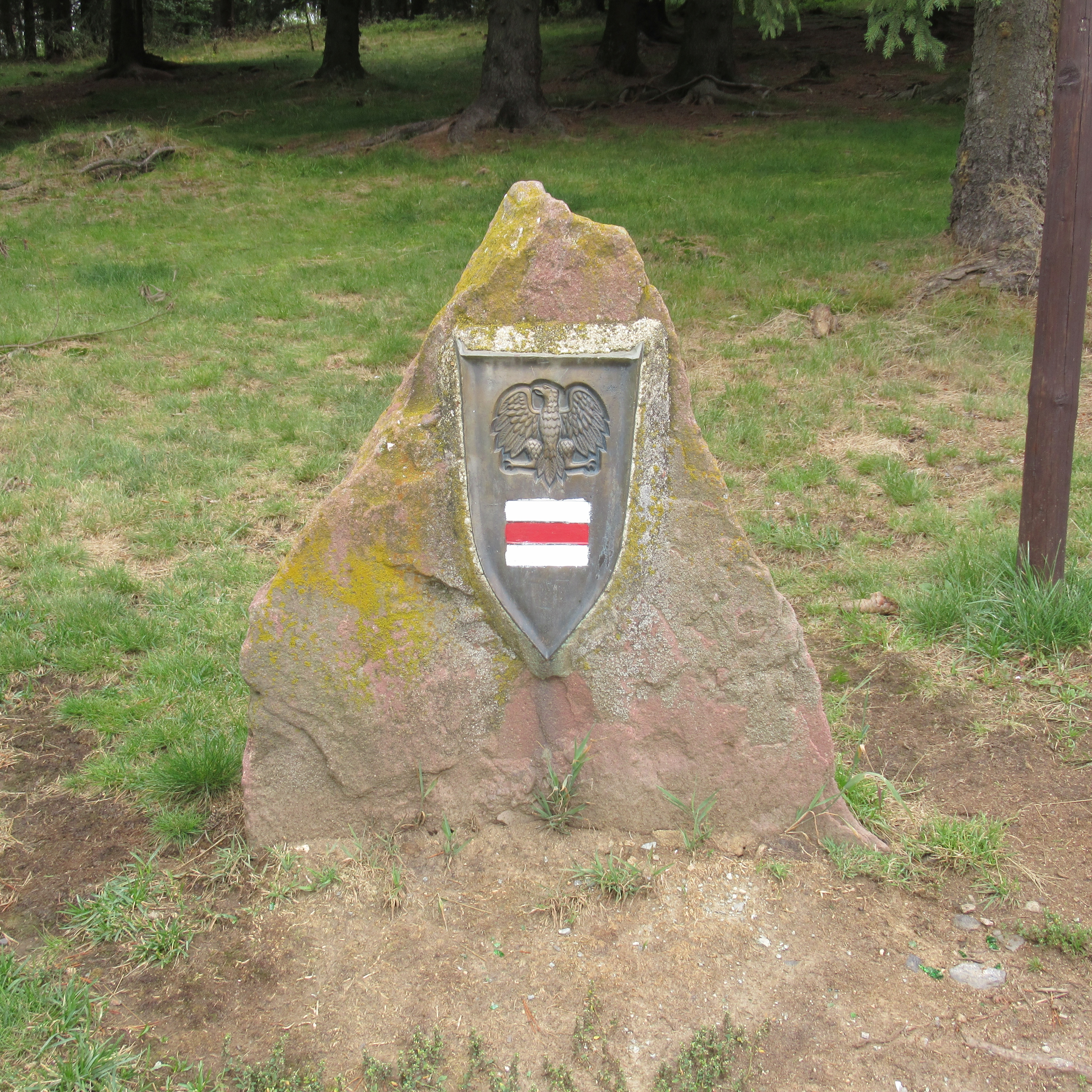
Znak GSS w Sokolcu
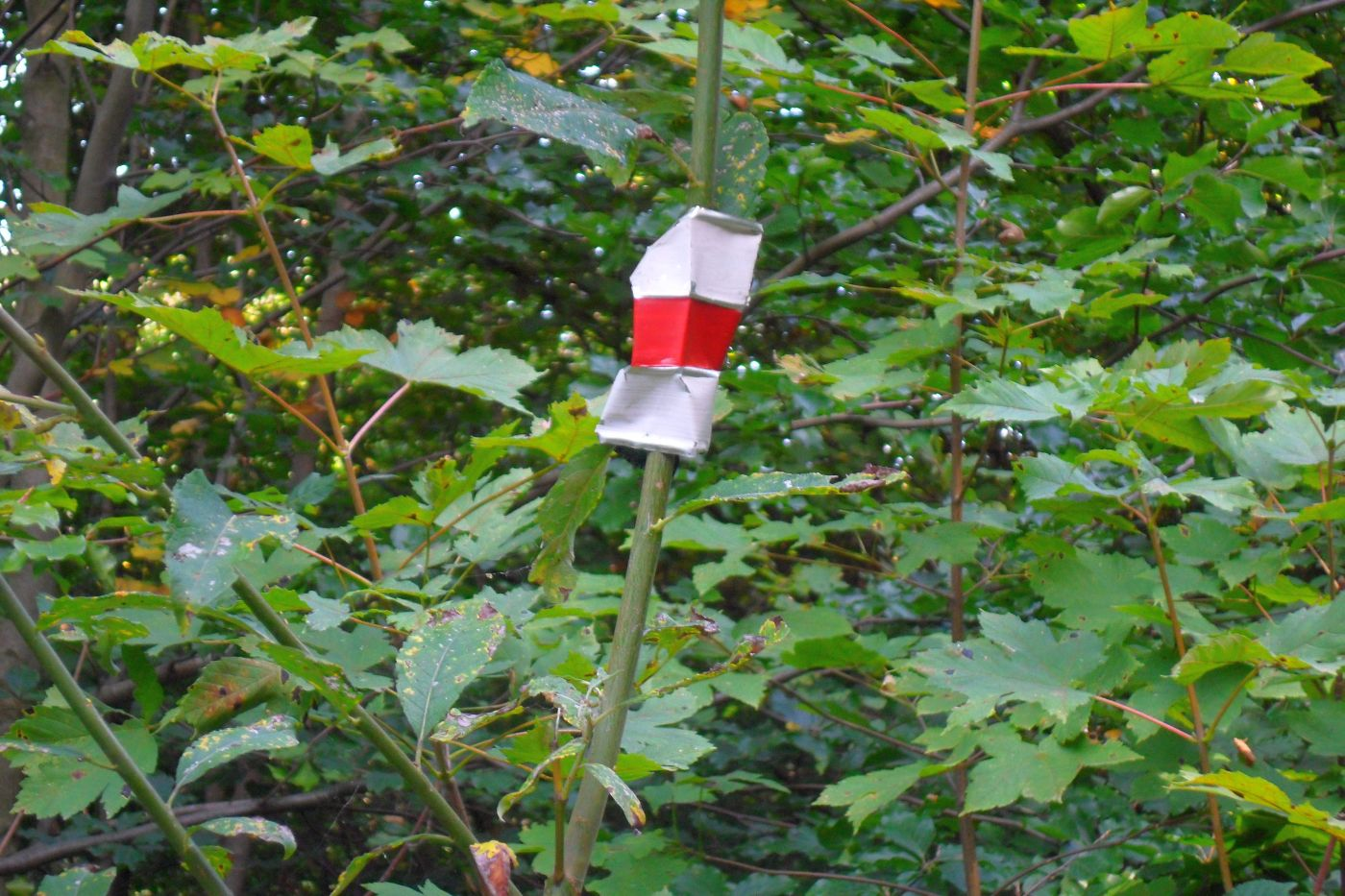
Znak GSS w Masywie Śnieżnika
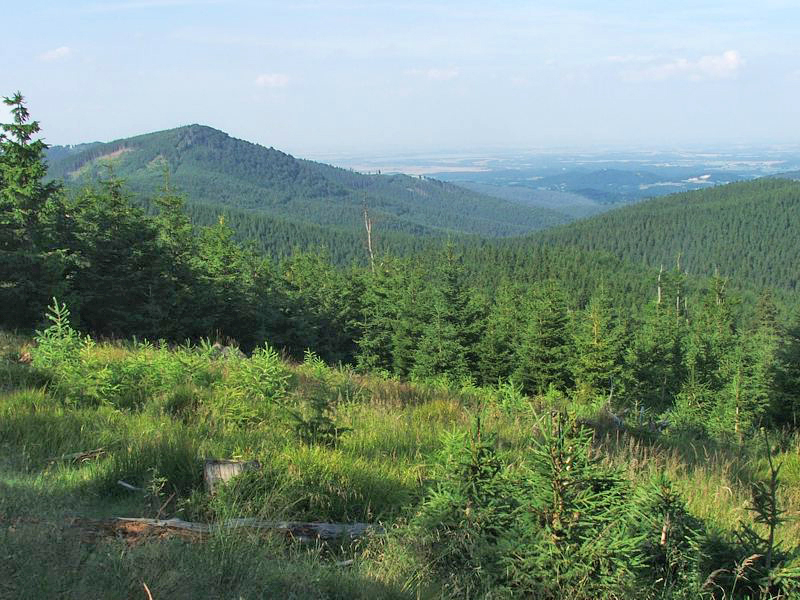
Góry Złote we wschodniej części szlaku
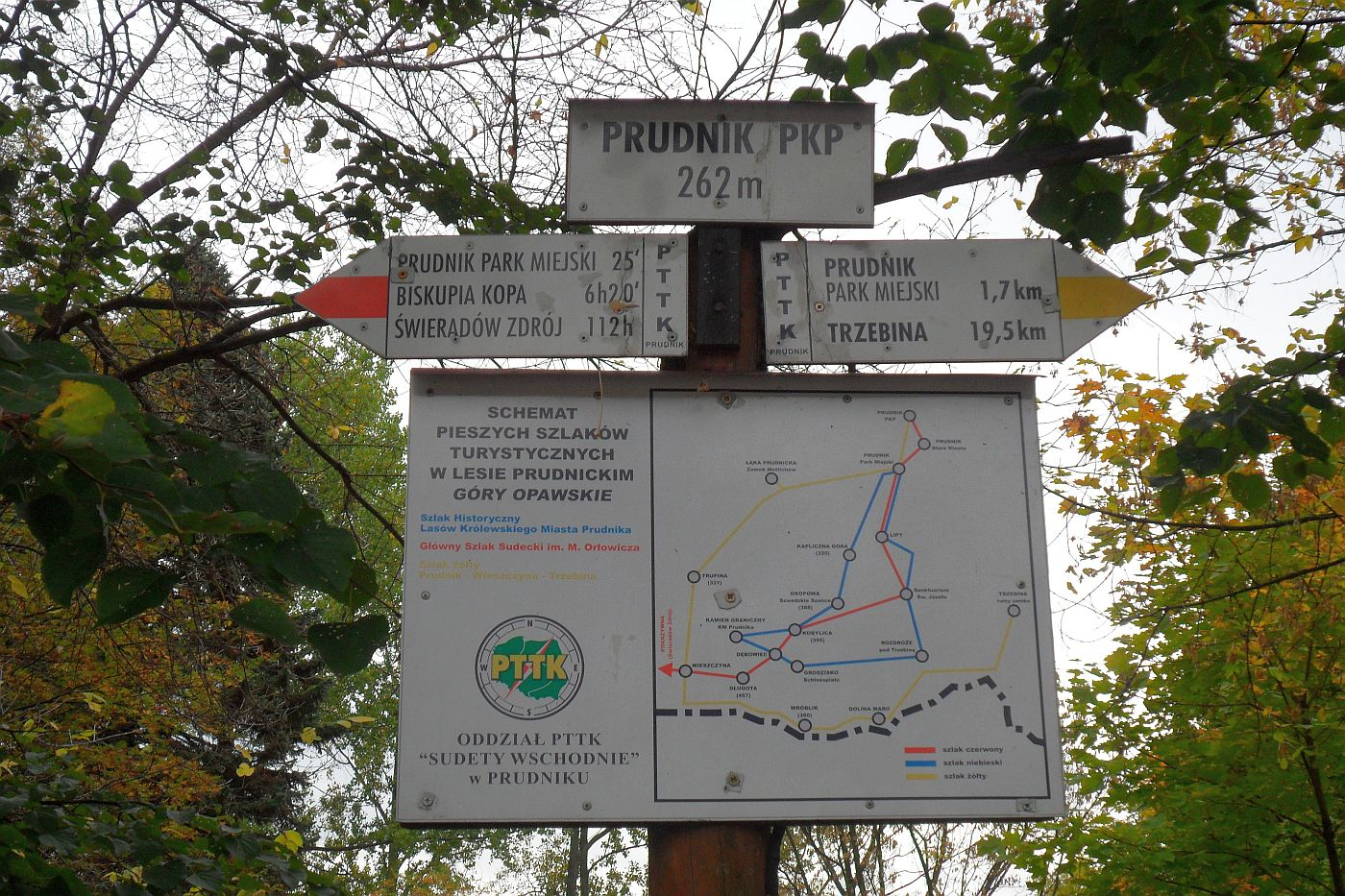
Tablica rozpoczynająca Główny Szlak Sudecki w Prudniku